# Jodeci
Jodeci («Джодеси») — американская музыкальная группа, работающая в жанре R&B. В составе две пары братьев: Джоэл Хейли (по прозвищу Джоджо) и Седрик Хейли (Кей-Си), Дональд Дегрейт (Деванте Свинг) и Дэлвин Дегрейт (М-р Дэлвин). Название составлено из их имён.
На сцене группа имеет имидж бешеных, сексуальных «плохих мальчиков».
Была основана в 1983 году в городе Шарлотт (Северная Каролина). Обе пары братьев начинали свои карьеры как дуэты.

## Дискография
См. статью «Jodeci discography» в англ. разделе Википедии.